# Jawbar, Homs
Jawbar (tiếng Ả Rập: جوبر, cũng đánh vần là Jobar) là một ngôi làng ở miền trung Syria, một phần hành chính của Tỉnh Homs, nằm ở phía nam Homs. Theo Cục Thống kê Trung ương Syria (CBS), Jawbar có dân số 4.242 trong cuộc điều tra dân số năm 2004. Cư dân của nó chủ yếu là người Hồi giáo Sunni.